# 李肃 (东吴)
李肃（？—？），字伟恭，南阳郡人，东吴政治人物。
李肃年轻时以才能闻名，善於论议，褒贬人物得当，选拔录用优秀的人才，推荐后进人物，题目品藻，曲有条贯，众人都因此服他。孙权擢升他为选曹尚书，他选拔人才号称能得才士。求出补吏，担任桂阳郡太守，吏民心悦诚服。步骘把在荆州做官的诸葛瑾、陆逊、朱然、吕岱、潘濬、裴玄、夏侯承、卫旌、李肃、周条、石幹十一人的事迹，上奏劝勉太子孙登。李肃被朝廷征为卿。李肃去世时，知道他和不知道他的人，都很痛惜。